# حاتم بن عثمان
حاتم بن عثمان ولد في 11 سبتمبر 1953 في سيدي بوعلي، هو كاتب وسياسي تونسي.

## السيرة الذاتية

### المسار الأكاديمي
حاتم بن عثمان متحصل على دكتوراه في الأدب العربي من جامعة السوربون في 1982، وتتعلق أبحاثه بعولمة الثقافة. 

عمل كأستاذ في جامعة باريس 3 - السوربون الجديدة بين 1982 و1985، أين عاد لتونس لتدريس اللغة والترجمة والأدب الحديث بدار المعلمين العليا ثم بكلية الآداب والعلوم الإنسانية بسوسة.

### المسار السياسي
كان رئيس لجنة الشؤون السياسية والعلاقات الخارجية بمجلس النواب ووزير مستشار لدى رئيس الجمهورية التونسية زين العابدين بن علي، إلى جانب كونه أمين مال مساعد وعضو الديوان السياسي لحزب التجمع الدستوري الديمقراطي.

بين 16 نوفمبر 1994 و9 أكتوبر 1997، كان وزيرا للتربية في حكومة حامد القروي.
بعد مغادرته للحكومة، عين سفيرا لتونس في الأردن في 1998، وذلك حتى 1999، أين أصبح رئيسا للمجلس الأعلى للاتصال، ثم في 2001 عين رئيسا للمنظمة التونسية للتربية والأسرة وذلك حتى 2007. 

انسحب من الحياة السياسية بعد الثورة التونسية في 2011، مخيرا الاهتمام بمجال عمله الأكاديمي.

## مؤلفاته
- 1999: العولمة والثقافة ، المؤسسة العربية للدراسات والنشر، بيروت.
- 2003: بؤس العولمة، مركز النشر الجامعي، تونس العاصمة.
- 2006: لغة تبحث عن أراضيها، الدار المغاربية للنشر، تونس العاصمة.